# تيوزدي كينج
تيوزدي كينج (بالإنجليزية: Tuesday Knight)‏ هي مغنية وممثلة أمريكية، ولدت في 17 فبراير 1969 في الولايات المتحدة. بدأت مشوارها المهني سنة 1984.

## أعمال

### أفلام
- (2010) الجنس والمدينة 2[3]
- (2016) كيف تكون عازبا[4]

## وصلات خارجية
- تيوزدي كينج على موقع IMDb (الإنجليزية)
- تيوزدي كينج على موقع ألو سيني (الفرنسية)
- تيوزدي كينج على موقع ميوزك برينز (الإنجليزية)
- تيوزدي كينج على موقع أول موفي (الإنجليزية)
- تيوزدي كينج على موقع قاعدة بيانات الأفلام السويدية (السويدية)
- تيوزدي كينج على موقع قاعدة بيانات الفيلم (الإنجليزية)
- تيوزدي كينج على موقع كينوبويسك (الروسية)